# Ius soli

Országok ius soli szerinti felosztása

A jus vagy ius soli (IPA latin: juːs ˈsɔ.liː) (latin: a „talaj joga”,) a születési állampolgárságot jelenti,  vagyis amikor valaki egy állam területén való  megszületésével szerez ottani állampolgárságot.
A jus solit alkalmazza az angol szokásjog, a ius sanguinisszel szemben, amely a római jogból származik, és amelyen a kontinentális Európa polgári jogi rendszerei alapulnak. Mint feltétel nélküli alapon való állampolgársághoz jutás, a jus soli a domináns szabály az amerikai kontinensen, míg máshol ritka. Ahogy Írország Alkotmányának 27. módosítása 2004-ben kimondta, az európai országok állampolgárságot nem adnak feltétel nélküli jus soli alapján.
Európa, Ázsia, Afrika, Óceánia szinte összes államában az állampolgárság a születés elvén, a ius sanguinison (vér szerinti jog) alapul, amely az állampolgárságot a szülőkéből vezeti le, vagy egy korlátozott változata a ius solinak, amelyben az állampolgárság automatikusan csak bizonyos bevándorlók gyerekeinek jár. Számos ország csatlakozott az 1961-es, a hontalanság csökkentéséről szóló egyezményhez, amely megadja az állampolgárságot az egyébként hontalan személyeknek, akik a területükön, vagy hajójukon, vagy repülőgépükön mint felségterületükön születtek.
A ius solihoz egyéb állampolgári jogok is társulnak. A legtöbb országban a feltétel nélküli ius soli törvények mellett hajlamosak születési állampolgárságot a ius sanguinis szabályok alapján is adományozni, bár ezek a feltételek általában szigorúbbak, mint azokban az országokban, ahol a ius sanguinist alkalmazzák az állampolgárság elsődleges alapjaként.

## Története
A ius soli egy kezdeti változata Kleiszthenész reformjaira, az ókori Athén i. e. 6. századi törvényeire vezethető vissza. Ez tovább fejlődött a római világban, ahol az állampolgárság kiterjesztését a Római Birodalom minden szabad lakosára az i. e. 212-es Constitutio Antoniniana mondja ki.[forrás?]
Sokkal később, a független angol gyarmatokon Amerikában, és a francia forradalomban, a 18. század végén letették a jus soli alapjait. A társadalmi-gazdasági fejlődés a 19-20. században, valamint a nagy népvándorlások Amerikában, illetve Nyugat-Európában, a jus soli mind szélesebb körű elterjedését okozták.
A 19. században a nemzetállamok általában megoszlottak; az állampolgárságot a ius soli (pl. Franciaország), vagy a jus sanguinis alapján (például Németország) adták meg, 1990-ig. Azonban 2007 óta az Európai migrációs válság miatt e két egymásnak ellentmondó forrásra alapozzák az állampolgári jogokat.

## Nemzeti jogszabályok
A lex soli a gyakorlatban alkalmazott törvény szabályozza, hogy az egyén milyen körülmények között képes érvényesíteni a ius solit. A legtöbb tagállam biztosítja, hogy egy adott lex soli alkalmazása során az adott ius soli, legyen a leggyakrabban alkalmazott elv az állampolgárság megszerzésében. Egy gyakori kivétel a lex soli esetén, amikor egy gyermek szülője diplomáciai vagy konzuli szolgálata alatt egy másik államban születik, hogy a szóban forgó állam megadja neki az állampolgárságot. Ezek: Ausztrália, Ausztria, Belgium, Kanada, Dánia, Finnország, Franciaország, Írország, Olaszország, Japán, Luxemburg, Hollandia, Új-Zéland, Norvégia, Portugália, Spanyolország, Svédország, Svájc, Törökország, Egyesült Királyság és az Amerikai Egyesült Államok.

### Korlátlanius soli
Ahol az alkotmány garantálja.
- Argentína
- Barbados: az alkotmány biztosítja,[12] a barbadosi Munkaügyi és Bevándorlási Minisztérium azonban nemrég javasolta az automatikus születési joggal kapott állampolgárság megszüntetését.[13]
- Belize[14]
- Brazília[15] (megköveteli, hogy a külföldi szülők a gyermek megszületése idején ne az országuk kormányának dolgozzanak Brazíliában).
- Kanada[16]
- Csád[17][18] (feltéve, hogy a csádi állampolgárságot, a szülők a gyermek 18 éves koráig megszerzik)[19]
- Chile[20]
- Costa Rica[21] (feltéve, hogy a Costa Rica-i kormánynál 25 éves kora előtt regisztrált)
- Kanada*
- Kuba
- Dominikai Közösség[22]
- Ecuador
- Salvador
- Fidzsi-szigetek[23]
- Grenada
- Guatemala
- Guyana
- Honduras
- Jamaica[24]
- Lesotho[25]
- Mexikó[26]
- Nicaragua
- Pakisztán[27][28]
- Panama[29]
- Paraguay
- Peru (18 éves koráig regisztrálni kell)
- Saint Kitts és Nevis
- Saint Lucia
- Saint Vincent és a Grenadine-szigetek
- Tanzánia[30][31]
- Trinidad és Tobago[32]
- Tuvalu[33]
- Az Amerikai Egyesült Államok alkotmánya 14. bekezdése leírja, hogy az Egyesült Államokban született vagy honosított személyek, valamint a joghatósága alá tartozó állampolgárok az Egyesült Államoknak és azon államának is állampolgárai, ahol laknak.[34] Az „illetékességi körébe tartozó” kifejezés kizárja a külföldi diplomatáktól és az ellenséges országokban született gyermeket.[35]
- Uruguay[36]
- Venezuela[37]

### Korlátozottjus soli
Van egy olyan tendencia, hogy egyes országokban a korlátozó lex soli megköveteli, hogy legalább az egyik a gyermek szülei közül állampolgár vagy az állam állandó lakosa a gyermek születésének időpontjában. Egyesek a  jus soli módosítását bírálták mint amely hozzájárul a gazdasági egyenlőtlenség, a nem lekötött munkaerő, a helóta alsóbb osztályok, a hontalan személyek számának növekedéséhez. A ius solit korlátozták a következő országokban:
- Ausztrália: 1986. augusztus 20. óta, az Ausztráliában született személy állampolgárságért csak akkor folyamodhat, ha legalább egyik szülője vagy születésénél fogva ausztrál állampolgár, vagy szülei állampolgársági státuszától függetlenül élete legalább első tíz évében az ország állandó lakosa volt.
- Bahreini állampolgárságot kaphat az az ott született gyermek, akinek külföldi apja érvényes tartózkodási engedély birtokában van.[39]
- Kambodzsa 1996-ban megváltoztatott törvénye szerint csak a királyságban törvényesen élő szülők gyermekei kaphatnak állampolgárságot.[40]
- Kolumbia
- A Dominikai Köztársaság 2010. január 26-án alkotmányba foglalta azt a 2004-es migrációs törvényt, amely kizárja a tranzit, nem rezidens, vagy lejárt vízumú ill. fekete munkát végző egyének gyermekeit.[41][42][43][44][45][46]
- Egyiptom állampolgársági törvényének 4. paragrafusa alapján az a gyermek kaphat állampolgárságot, akinek az apja is ott született.[47]
- Franciaország és tengerentúli területein született gyermekek automatikusan megkapják az állampolgárságot, ha legalább egyik szülőjük francia állampolgár. Külföldi szülők gyermekeik számára koruktól és ott tartózkodásuk időtartamától függően folyamodhatnak állampolgárságért.
- Németország: 2000 előtt teljesen a jus sanguinis alapján nyújtott állampolgárságot, de azóta megkaphatja, ha legalább az egyik szülőnek legalább három éve állandó tartózkodási engedélye van vagy legalább nyolc éve állandóan ott lakott.
- Görögország: a múltban a ius soli alapján adott állampolgárságot,[48] 2004 óta viszont csak akkor folyamodhat állampolgárságért, ha szülei nem idegen vagy ismeretlen nemzetiségűek.[49] Egy 2015-ös módosítás alapján, amennyiben óvodáztatják és a külföldi szülők legalább öt éve törvényesen tartózkodnak az országban, vagy legalább tíz éve, ha a gyermek több mint öt éve született.[50] One year after the implementation of the law (as from July 2016), 6,029 children had been granted Greek nationality, out of 27,720 submitted applications.[51]
- Hongkong: 1997 júliusában az impériumváltást követően több politikai jogot és a javakhoz való több hozzáférést kaptak az állandó lakosok állampolgárságra való tekintet nélkül. Ebből adódóan, a nem itt rezidens kínai polgárok, akik a Kontinentális Kína vagy Makaó lakosai, nem jogosultak e kiváltságokra. Are not conferred these rights and privileges. The Basic Law provides that all citizens of the People's Republic of China (PRC) born in the territory are permanent residents of the territory and have the right of abode in Hong Kong. The 2001 case Director of Immigration v. Chong Fung Yuen clarified that the parents need not have right of abode[52] and as a consequence many women from Mainland China began coming to Hong Kong to give birth. By 2008, the number of babies in the territory born to Mainland China mothers had grown to twenty-five times the number five years prior.[53][54] Furthermore, persons of Chinese ethnicity (wholly or partly) born in Hong Kong are PRC citizens with permanent residence, even if their parents are non-PRC citizens (e.g. overseas-born Chinese). Non-PRC citizens born to non-PRC citizen permanent resident parents in Hong Kong also receive permanent residence at birth. Other persons must have "ordinarily resided" in Hong Kong for seven continuous years in order to gain permanent residence (Articles 24(2) and 24(5)).[55]
- Irán polgári törvénykönyve 976 paragrafusa (4) pontja kimodja, hogy az Iránban született személy akkor kaphatja meg az állampolgárságot, ha legalább egyik szülője is ott született.[56]
- Írország: On 1 January 2005, the law was amended to require that at least one of the parents be an Irish citizen; a British citizen; a child of a resident with a permanent right to reside in Ireland or In Northern Ireland; or be a child of a legal resident residing three of the last four years in the country (excluding students and asylum seekers) (see Irish nationality law).[38] The amendment was prompted by the case of Man Chen, a Chinese woman living in mainland United Kingdom who travelled to Belfast (Northern Ireland, part of the UK) to give birth in order to benefit from the previous rule whereby anyone born on any part of the island of Ireland was automatically granted Irish citizenship. The Chinese parents used their daughter's Irish (and thereby European Union) citizenship to obtain permanent residence in the UK as parents of a dependent EU citizen.
- Malajzia: A person born in Malaysia on or after 16 September 1963 with at least one parent being a Malaysian citizen or permanent resident is automatically a Malaysian citizen (see Malaysian nationality law).
- Marokkó: A person who was born in Morocco to parents also born in Morocco and whose immigration is legal, can register as a Moroccan two years prior to becoming adult.[57]
- Namíbia: A person born in Namibia to a Namibian citizen parent or a foreign parent who is ordinarily resident in Namibia, is a Namibian citizen at birth. (see Namibian nationality law).
- Új-Zéland:[38] Since 1 January 2006, a person born in New Zealand acquires New Zealand citizenship by birth only if at least one parent was a New Zealand citizen or permanent resident (includes Australian citizens and Permanent Residents) (see New Zealand nationality law), or if to prevent being stateless.[58]
- Portugália: A child born in Portuguese territory to who does not possess another nationality is a Portuguese citizen. Also, a person born to foreign parents who were not serving their respective States at the time of birth is a Portuguese citizen if the person declares that they want to be Portuguese and provided that one of the parents has legally resided in Portugal for at least five years at the time of birth.[59]
- Dél-afrikai Köztársaság:[38] Since 6 October 1995, a person born in South Africa to South African citizens or permanent residents are automatically granted South African citizenship (see South African nationality law).
- Spanyolország: A child born in Spain to foreign parents may acquire Spanish citizenship jus soli if either one of the parents is a permanent resident and legally domiciled in Spain at the moment of the child's birth.
- Szudán: A person born before 1994 gains Sudanese nationality at birth if his father was also born in Sudan. If his father was not born in Sudan, he can apply to the Minister to be granted Sudanese nationality.[60][61]
- Thaiföld: Thailand operated a system of pure jus soli prior to 1972, but afterwards due to illegal immigration from Burma the Nationality Act was amended to require that both parents be legally resident and domiciled in Thailand for at least five years in order for their child to be granted Thai citizenship at birth.[62][63] Furthermore, someone who has Thai citizenship by sole virtue of jus soli may be stripped of Thai citizenship under various conditions (such as living abroad), which does not apply to people who have Thai citizenship by virtue of jus sanguinis.[64]
- Tunézia: Individuals born in Tunisia are citizens by birth if their father and grandfather were born in Tunisia. Additionally, the person must declare before becoming an adult (20 years) that he wants to be a citizen.[65]
- Egyesült Királyság: Since 1 January 1983, at least one parent must be a British citizen or be legally "settled" in the country or upon the 10th birthday of the child regardless of their parent's citizenship status (see British nationality law).

### Aius solieltörölése
Egyes országok, amelyek korábban a ius solit alkalmazták, teljesen eltörlik, hogy az állampolgárságot kapjon az országban született gyermek, kivéve, ha az egyik szülő egy állampolgár az országban.
- India: Eltörlik jus solit 2004. december 3-án az illegális bevándorlásra reagálva a szomszédosBangladesből. A Jus soli már 1987 óta fokozatosan gyengült Indiában.[66]
- Málta: Megváltozott a jus sanguinis 1989. augusztus 1-jén egy lépésben a többszörös állampolgárság korlátozásával.[67]

## Lásd még
- Történelem állampolgárság
- Jus sanguinis
- Nemzetiségi törvény